# Кеноша (Висконсин)
Кено́ша (англ. Kenosha [kɛˈnoʊˌʃə]) — город на севере США, административный центр одноимённого округа в штате Висконсин. Порт на берегу озера Мичиган. Население 100 164 человек (2018 год), город занимает по этому показателю четвёртое место в Висконсине.

## География
Город Кеноша расположен в юго-восточном углу штата Висконсин. Восточной границей Кеноши является озеро Мичиган. Он граничит с городами Сомерс на севере, Бристоль на западе и деревней Плезант Прейри на юге. Пассажирская железнодорожная станция Кеноши является последней остановкой на чикагской линии Объединённой Тихоокеанской железной дороги и удобно расположена почти на полпути между Милуоки и Чикаго.
По данным Бюро переписи населения США, город имеет общую площадь 24,0 квадратных миль (62,1 км²), из которых 23,8 квадратных миль (61,7 км²) находятся на суше и 0,2 квадратных миль (0,4 км ² или 0,63 %) занимает вода.

### Климат
Кеноша имеет влажный континентальный климат с теплым летом и холодной зимой. Самая высокая температура 105 °F (40 °C) была зафиксирована в июле 2012 года, а самая низкая до −31 °F (−35 °C) в январе 1985 года.

## Власть
Мэром Кеноши является Джон Мартин Антарамян, самый продолжительный в истории города представитель власти в течение четырёх сроков между 1992 и 2008 годами. Антарамян был переизбран 5 апреля 2016 года.

## История
Первыми белыми поселенцами были представители Западной компании эмиграции. Они прибыли в начале 1830-х годов из штата Нью-Йорк во главе с Джоном Булленом-младшим. Группа прибыла в Пайк-Крик 6 июня 1835 года; сначала были построены бревенчатые, а затем и каркасные дома. Первая школа и церкви были построены к 1835 году. Со временем прибывали новые поселенцы и было создано первое почтовое отделение, в 1836 году община была известна как Пайк. В последующие годы поселение стало важным торговым портом Великих озёр, и было вновь переименовано, на этот раз в Саутпорт.
В 1850 году город получил своё современное название. Жители города часто его называют К-Таун или Кено.
С 1902 по 1988 в Кеноше на Nash Motors производятся миллионы автомобилей и грузовиков.
С начала века до 1930-х годов многие итальянские, ирландские, польские и немецкие иммигранты осели в городе и способствовали строительству города, развитию его культуры, архитектуры, музыки и литературы.
Кеноша делится на 21 участок и три района, включённых в Национальный реестр исторических мест.
Кеноша — родина великого американского режиссёра и актёра Орсона Уэллса, а также известных киноактеров Дона Амичи и Марка Руффало.

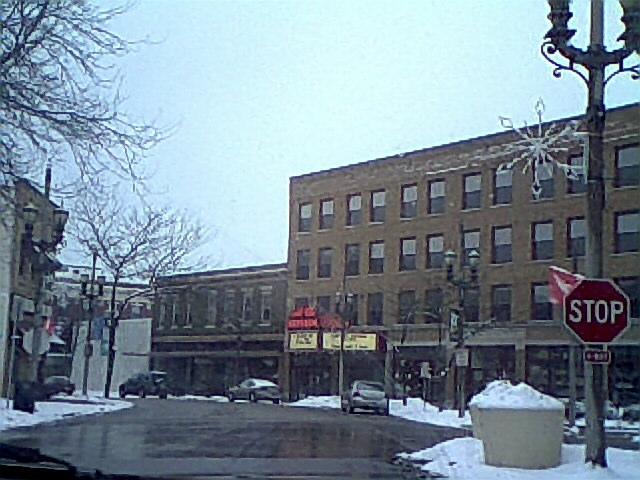
6-я Авеню. Центр города Кеноша с бывшим Оперным театром

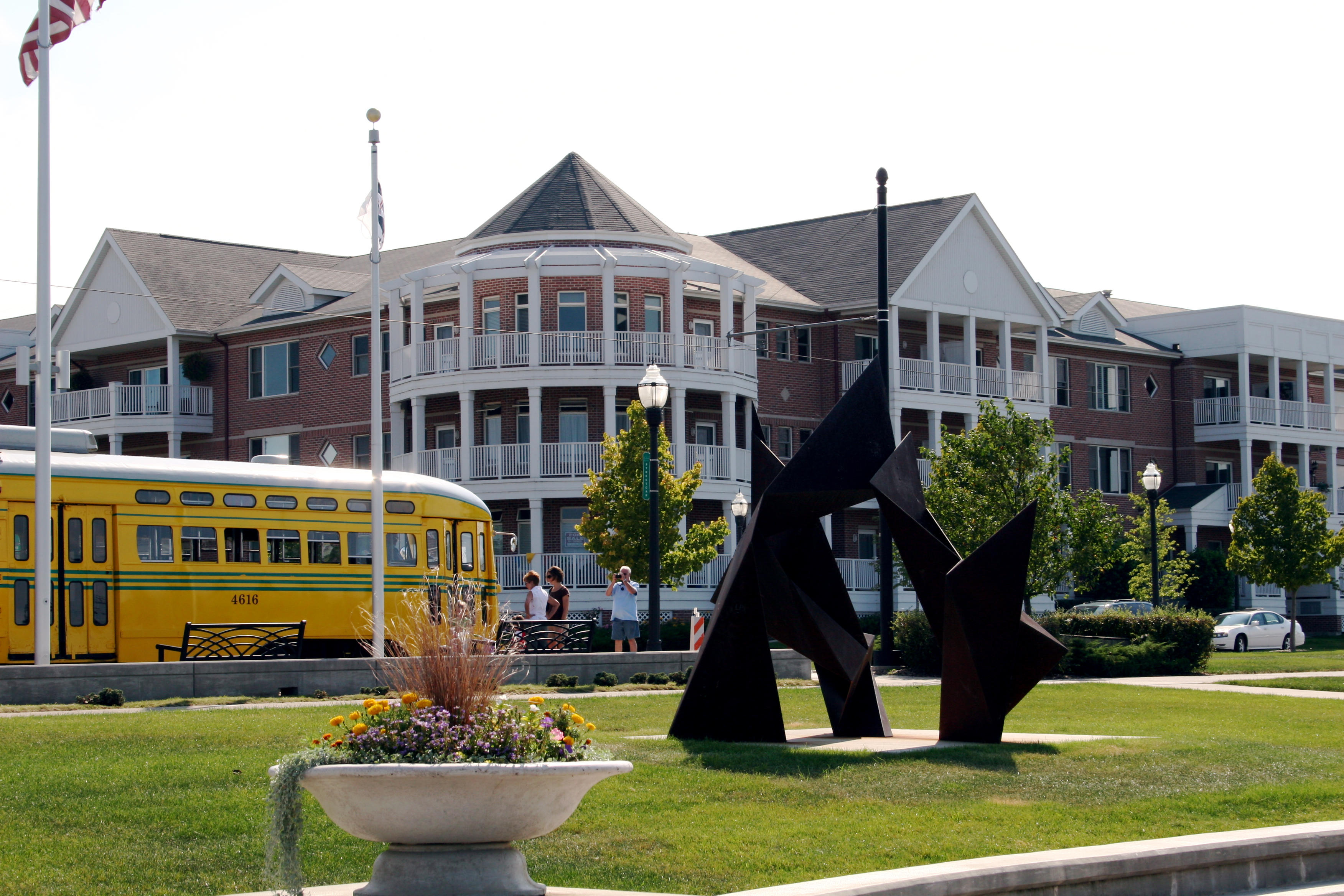
Харборпарк

## Города-побратимы
- Козенца, Италия
- Дуэ, Франция
- Кесон-Сити, Филиппины
- Вольфенбюттель, Германия

## Экономика

### Туризм
Туристы потратили около $ 196,6 млн в округе Кеноша в 2015 году, при этом округ занимает четвёртое место в штате по выручке от туризма.

## Образование

### Государственные школы
В городе Кеноша работают 23 государственные начальные школы, пять средних школ, семь общеобразовательных школ и шесть высших школ.

### Высшее образование
В Кеноше находятся Университет Висконсин-Парксайд с более чем 4000 студентов,
Карфагенский колледж с более чем 2500 студентов и Кеношский кампус технического колледжа Gateway.

### Библиотеки
Публичная библиотека Кеноши является частью библиотечной системы округа Кеноша, работает в четырёх местах по всему городу: библиотека района Нортсайд, Юго-Западная библиотека района, Библиотека района Аптаун и библиотека района Симмонс. Дэниел Хадсон Бернем спроектировал библиотеку в 1900 году, которая внесена в Национальный реестр исторических мест.

## Транспорт
Город Кеноша имеет единственную станцию Metra (пригородная железная дорога) в Висконсине, с девятью входящими и девятью исходящими поездами каждый будний день. Пассажирооборот на линии в 2009 году вырос на незначительные 0,06 %. Не все поезда Union Pacific North Line заканчиваются и начинаются в Кеноше; большинство заканчивается в Уокигане, штат Иллинойс, к югу от Кеноши.
С июня 2000 года трамвайная линия, протяженностью 3,2 км обслуживает центр города и Харбор-парк, соединяя станцию метро с центром города и несколькими парками района. Кеноша является одним из самых маленьких городов в Америке с трамвайным сообщением.

## Культура
В центре города Кеноши находятся четыре музея: Общественный Музей, музей Гражданской войны, музей динозавров, а также исторический музей, которые являются филиалами Смитсоновского института.
Кеношский общественный Музей находится на берегу озера Мичиган. Его главным экспонатом является скелет шерстистого мамонта, обнаруженный в Западной Кеноше в 1992 году. Порезы на его костях указывают на то, что животное было забито людьми с помощью каменных орудий. В музее также представлены другие экспонаты ледникового периода и изобразительного искусства.

## Отдых

### Парки
Город Кеноша имеет 13 км береговой линии озера Мичиган, почти все из которых являются общественными. В городе насчитывается 74 муниципальных парка общей площадью 3,1627 км².